# ElectroMobility Poland
ElectroMobility Poland S.A. (EMP) – polska spółka państwowa zajmująca się rozwojem elektromobilności i samochodów elektrycznych, z siedzibą w Warszawie, powstała w 2016 roku z inicjatywy spółek branży energetycznej z udziałem Skarbu Państwa.

## Historia
Plan budowy polskiej marki osobowych samochodów o elektrycznym napędzie został wyrażony po raz pierwszy w czerwcu 2016 roku, kiedy to podpisany został list intencyjny przez cztery duże państwowe podmioty branży energetycznej: Energę, Eneę, Taurona i PGE, a także Narodowe Centrum Badań Jądrowych. Powstanie spółki ElectroMobility Poland zostało ogłoszone 19 października 2016 roku, przyjmując za cel podjęcie się działań w celu rozwoju szeroko pojętej elektromobilności. W momencie utworzenia spółka dysponowała kapitałem zakładowym w wysokości 10 milionów złotych, z kolei każdy z czterech udziałowców posiadał równy podział akcji w wysokości 25%. Spółka podczas założenia powołała się na przygotowany przez resort energii planu rozwoju elektromobilności z 2016 roku, którego celem stworzenie warunków do pojawienia się 1 miliona pojazdów elektrycznych w 2025 roku.
W lutym 2017 roku Krzysztof Kowalczyk został powołany na stanowisko dyrektora zarządzającego spółką, z kolei w sierpniu tego samego roku EMP przedstawiło skonkretyzowane swoje plany działania na najbliższe lata, na czele z zapowiedzią ogłoszenia wyników konkursu na wygląd pojazdu zaplanowaną na 12 września. W wyniku plebiscytu wyłoniono 4 zwycięskie projekty, z których to żaden jednak nie odzwierciedlał wyglądu pierwszych gotowych prototypów.
W listopadzie 2017 roku ElectroMobility Poland podzieliło się wynikiem badania, które zleciło pracowni Kantar TNS na próbie 24 kierowców. W ten sposób nakreślono orientacyjne parametry pierwszego produkcyjnego pojazdu spółki, wskazując 4 miejsca dla pasażerów, zasięg od 150 kilometrów i cenę w wysokości ok. 60 tysięcy złotych.
Po raz pierwszy zakończenie budowy pierwszego prototypu samochodu elektrycznego ogłoszono w maju 2018 roku, kiedy to nowy prezes spółki, Piotr Zaremba, wskazał 2019 rok.
We wrześniu 2018 roku strata spółki ElectroMobility Poland wyniosła ok. 2,6 miliona złotych, z kolei z powierzonych 10 milionów złotych wydano ok. 2,8 miliona złotych. Z kolei według informacji opublikowanych przez Gazetę Wyborczą, do października 2018 roku projekt polskiego samochodu elektrycznego w wykonaniu EMP wymagał wygospodarowania ok. 30 milionów złotych. Miesiąc później z kolei ElectroMobility Poland zostało dokapitalizowane przez akcjonariuszy kwotą 40 milionów złotych, zwiększając ówczesny kapitał zakładowy z 30 do 70 milionów złotych.
Według ustaleń Dziennika Gazety Prawnej z lutego 2019 roku, EMP zaplanowało wstępnie wygospodarowanie ok. 4,5 miliarda złotych na budowę pierwszych zakładów produkcyjnych. W marcu 2019 roku ElectroMobility Poland zapowiedziało, że planowany samochód elektryczny powstanie wstępnie w trzech wariantach, trafiając do produkcji między 2022 a 2023 rokiem.
W lipcu 2019 roku strata ElectroMobility Poland wzrosła z 2,6 miliona złotych, w poprzedzającym roku do 5,4 miliona złotych.

### Izera
Nazwa i marka samochodów elektrycznych polskiej spółki została wyłoniona w lipcu 2019 roku, a jej ogłoszenie miało miejsce podczas oficjalnej prezentacji 28 lipca 2020 roku. Oprócz samej marki i logotypu firmowego, obierając nazwę Izera, przedstawiono także dwa przedprodukcyjne prototypy w postaci kompaktowego hatchbacka i SUV-a nazwanych odpowiednio T100 i Z100. Zgodnie z informacjami przekazanymi przez prezesa spółki w marcu 2019 roku, za integrację techniczną prac nad seryjnymi modelami Izery ma odpowiadać niemieckie EDAG Engineering, z projektem nadwozia autorstwa włoskiego studia Torino Design.
Seryjna produkcja pierwszych dwóch modeli Izery miała pierwotnie rozpocząć się w 2024 roku w fabryce zlokalizowanej w Jaworznie, której początek budowy zaplanowano na trzeci kwartał 2021 roku. Pojazdy miały być oferowane w sprzedaży online lub w ramach programów ratalnych, co miało zniwelować różnice w cenie pojazdów Izery na niekorzyść pojazdów spalinowych. Roczna produkcja Izery miał nie przekraczać 100 tysięcy sztuk rocznie, a środki wygospodarowane na wdrożenie do seryjnej produkcji modeli T100 i Z100 to ok. 5 miliardów złotych. Zmiana władz w Polsce w grudniu 2023 roku doprowadziła do zrewidowania dotychczasowych założeń polskiego samochodu elektrycznego. W ciągu kolejnych 10 miesięcy czterokrotnie dokonano zmian w zarządzie spółki ElectroMobility Poland, zarzucając ostatecznie projekt Izera w grudniu 2024 roku po 4 latach jego rozwoju. W zamian ogłoszono chęć zbudowania „klastra elektromobilności”, mającego dążyć w zamian do współpracy z różnymi zagranicznymi podmiotami w celu produkcji samochodów elektrycznych zewnętrznych marek na terenie Polski.